# 竹下典子 (栄養学者)
竹下 典子（たけした のりこ）は、日本の生理学者（栄養学・生理学）。学位は博士（食品栄養科学）（静岡県立大学・2012年）。静岡県立大学短期大学部一般教育等准教授。旧姓は石塚（いしづか）。
鎌倉女子大学家政学部助手、桐生大学医療保健学部助手、東海学院大学健康福祉学部講師、静岡県立大学食品栄養科学部助教などを歴任した。

## 概要
栄養学、生理学を所管する生理学者である。腸管の上皮に関する研究で知られている。鎌倉女子大学、桐生大学、東海学院大学、静岡県立大学などで教鞭を執った。

## 来歴

### 生い立ち
静岡県立大学に進学し、食品栄養科学部の栄養学科にて学んだ。2004年（平成16年）3月に静岡県立大学を卒業し、学士（食品栄養科学）の学位を取得した。さらに同大学の大学院に進学し、生活健康科学研究科の食品栄養科学専攻にて学んだ。2006年（平成18年）3月に大学院の博士前期課程を修了し、修士（食品栄養科学）の学位を取得した。なお、後年に博士論文として「視床下部腹内側核破壊動物の病態に関する研究――アミノ酸センサーの機能及び胃・小腸の細胞増殖」を執筆し、2012年（平成24年）3月20日に静岡県立大学より博士（食品栄養科学）の学位を授与された。

### 栄養学者として
大学院修了後は鎌倉女子大学に採用され、2006年（平成18年）4月に家政学部の助手として着任した。家政学部においては主として管理栄養学科の講義を担当した。2009年（平成21年）3月に鎌倉女子大学の助手を退任した。
その後、桐生大学に採用され、2009年（平成21年）4月に医療保健学部の助手として着任した。医療保健学部においては主として栄養学科の講義を担当した。2014年（平成26年）3月に桐生大学の助手を退任した。
さらに東海学院大学に転じ、2014年（平成26年）4月に健康福祉学部の講師となった。健康福祉学部においては主として管理栄養学科の講義を担当した。2015年（平成27年）3月に東海学院大学の講師を退任した。
その後、母校である静岡県立大学に転じ、2015年（平成27年）4月に食品栄養科学部の助教として着任した。食品栄養科学部においては主として栄養生命科学科の講義を担当し、林久由らと生理学研究室を受け持っていた。2023年（令和5年）3月まで食品栄養科学部で助教を務めたが、同年4月に短期大学部に異動し、そちらの准教授に就任した。

## 研究
栄養学や生理学に関する分野の研究に従事した。具体的には、腸管の上皮についてその機能に関する研究や、消化管においての栄養素や電解質の輸送に関する研究に取り組んだ。2019年（令和元年）には「腸オルガノイドを用いたNa+吸収輸送活性の測定」により、日本動物実験代替法学会の第32回大会にて優秀演題賞を受賞した。また、食品関連分野では動物実験代替法があまり認知されていないと指摘しており、食品に対する安全性評価は厳格に実施する必要があることや食品成分の機能性の解明が望まれていることなどを要因として例示している。そのうえで、ヒトの健康増進や食の安心安全に対して動物実験の果たす意義は大きく、特に安全性試験の基準を緩和するわけにはいかないとしている。一方で、嗜好や美容を目的とする食品の研究開発においては動物実験を見直す余地があるとしており、消費者の意識を変えることも必要と指摘している。
学術団体としては、日本生理学会、日本動物実験代替法学会、などに所属していた。日本動物実験代替法学会では代議員なども務めた。

## 略歴
- 2004年 - 静岡県立大学食品栄養科学部卒業[4]。
- 2006年 - 静岡県立大学大学院生活健康科学研究科博士前期課程修了[4]。
- 2006年 - 鎌倉女子大学家政学部助手[3]。
- 2009年 - 桐生大学医療保健学部助手[3]。
- 2014年 - 東海学院大学健康福祉学部講師[3]。
- 2015年 - 静岡県立大学食品栄養科学部助教[3]。
- 2023年 - 静岡県立大学短期大学部一般教育等准教授[3]。

## 賞歴
- 2019年 - 日本動物実験代替法学会大会優秀演題賞[11]。

### 註釈
1. ↑  静岡県立大学食品栄養科学部栄養学科は、2007年に栄養生命科学科に改組された[5]。
2. ↑  静岡県立大学大学院生活健康科学研究科食品栄養科学専攻は、2012年に薬食生命科学総合学府食品栄養科学専攻に改組された[5]。